# Norbert Waszek
Norbert Waszek, né le 11 décembre 1953 à Deggendorf, est un philosophe et germaniste français d'origine allemande.

## Biographie
Norbert Waszek a étudié à l’université de la Ruhr à Bochum (Magister Artium 1978), à Édimbourg et Stirling (Écosse) (Master of Letters 1980), avant de soutenir sa thèse de doctorat à l’université de Cambridge (Christ's College ; PhD 1984) et son habilitation à l'université Paris-1 Panthéon-Sorbonne - 1998). Ses activités de recherche et d’enseignement l’ont conduit à Auckland (Nouvelle-Zélande), Hanovre, Erlangen et Paris. Il est installé en France depuis 1992.
Depuis 1999, il est professeur des universités, d’abord à l'université de Rouen, et à partir de 2003 à l’université Paris VIII, où il dirige un groupe de recherche sur l’histoire des idées (EA 1577). Il est également chercheur associé au CNRS (UMR 8547 : Pays germaniques: histoire, culture, philosophie). Il est chercheur honoraire aux Archives de philosophie et de théologie caucasiennes de la Nouvelle université géorgienne.
Un volume de mélanges en son honneur fut publié en 2024: Aufklärung - Hegel - Vormärz, éd. par Stéphanie Baumann et Marie-Ange Maillet, Baden-Baden, Alber, 2024, avec 21 contributions.

## Publications récentes
- Hegel : droit, histoire, société, éd. par N. Waszek, Paris, PUF, 2001 ;
- Lorenz Stein : Le Concept de société [1850], traduit par Marc Béghin, édité, avec une présentation et bibliographie par N. Waszek. Grenoble, ELLUG, 2002
- Eduard Gans (1797–1839) : Politischer Professor zwischen Restauration und Vormärz. Ed. par R. Blänkner, G. Göhler et N. Waszek. Leipzig, Universitätsverlag, 2002
- Herder et les Lumières : l’Europe de la pluralité culturelle et linguistique, Norbert Waszek et Pierre Pénisson, Paris, PUF, 2002.  (ISBN 978-2-13-053370-2)
- L’Écosse des Lumières: Hume – Smith – Ferguson, Paris, PUF, 2003
- Hegelianismus und Saint-Simonismus. Ed. par H.-C. Schmidt am Busch, Ludwig Siep, H.-U. Thamer et N. Waszek. Paderborn/RFA, Mentis, 2007
- Hegel : La Philosophie de l'histoire. Édition réalisée sous la direction de Myriam Bienenstock. Traduction française de Myriam Bienenstock, Christophe Bouton, Jean-Michel Buée, Gilles Marmasse, et David Wittmann. Appareil critique (env. 900 notes sur 120 pages) de Norbert Waszek. Paris, Le Livre de poche, La Pochothèque, 2009, 758 p.  (ISBN 978-2-253-08852-3)
- Hegel : Introduction à la Philosophie de l'histoire. Édition réalisée sous la direction de Myriam Bienenstock et Norbert Waszek. Paris, Le Livre de poche, Les Classiques de la philosophie, 2011, 351 p.  (ISBN 978-2-253-08874-5)
- Heine à Paris : Témoin et critique de la vie culturelle française, sous la direction de Marie-Ange Maillet et Norbert Waszek, Paris, Éditions de l'éclat, 2014, 196 pages.  (ISBN 978-2-84162-302-0).
- G.W.F. Hegel und Hermann Cohen: Wege zur Versöhnung. Ed. par Norbert Waszek. Freiburg & München, Alber, 2018.
- Aufklärung und Vormärz – Kontinuitäten und Brüche // Des Lumières allemandes à 1848 – continuité et ruptures, éd. par Wolfgang Fink & Norbert Waszek, Brême, Edition lumière, 2024. 264 pages.  (ISBN 978-3-948077-38-9).

### Article
- « Hégéliens », dans Dictionnaire du monde germanique , Dir: É. Décultot, M. Espagne et J. Le Rider, Paris, Bayard, 2007, p. 460-462  (ISBN 9782227476523)